# Zakręcie
Zakręcie – wieś w Polsce położona w województwie lubelskim, w powiecie krasnostawskim, w gminie Krasnystaw.
W latach 1975–1998 miejscowość administracyjnie należała do ówczesnego województwa chełmskiego.
Do 1954 roku miejscowość ta znajdowała się w granicach Krasnegostawu.
Wieś stanowi sołectwo gminy Krasnystaw. Według Narodowego Spisu Powszechnego Ludności i Mieszkań (III 2011 roku) wieś miała 468 mieszkańców.
Wierni Kościoła rzymskokatolickiego należą do parafii pod wezwaniem Matki Bożej Pocieszenia w Krasnymstawie.